# Arcidiecéze Dubuque
Arcidiecéze Dubuque (latinsky Archidioecesis Dubuquensis, anglicky Archdiocese of Dubuque) je římskokatolická diecéze rozkládající se severovýchodě amerického státu Iowa. Založena byla v roce 1837 a společně s metropolitní arcidiecézí Dubuque a diecézemi Davenport, Des Moines a Sioux City tvoří Církevní provincii Dubuque. Arcibiskupství i katedrála sv. Rafaela se nacházejí ve městě Dubuque, současným arcibiskupem je od roku 2013 Michael Owen Jackels.

## Základní data
Diecéze o rozloze 45 056 km² je rozdělena do 187 farností, které spravuje 205 diecézních a 33 řádových kněží a 75 trvalých jáhnů. Mezi 944 000 obyvateli je 216 000 (23 %) registrovaných katolíků.

## Historie
Diecéze Dubuque byla založena papežem Řehořem XIV. 15. července 1837, na arcidiecézi ji 15. června 1893 povýšil Lev XIII. Jejím prvním biskupem byl Mathias Loras.

## Církevní provincie

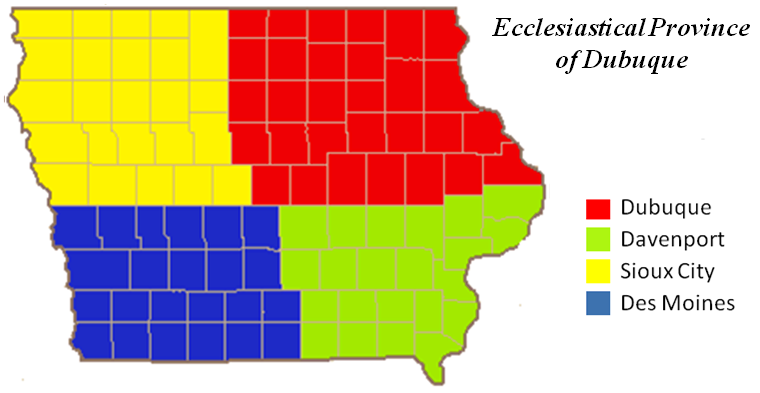
Mapa církevní provincie Dubuque

Jde o metropolitní arcidiecézi, jíž jsou podřízeny tyto sufragánní diecéze na území státu Iowa:
- diecéze davenportská
- diecéze Des Moines
- diecéze Sioux City